# Tretodictyum montereyensis
Tretodictyum montereyensis är en svampdjursart som beskrevs av Reiswig, Dohrmann, Pomponi och Wörheide 2008. Tretodictyum montereyensis ingår i släktet Tretodictyum och familjen Tretodictyidae. Inga underarter finns listade i Catalogue of Life.